# 尚皮尼奥勒
尚皮尼奥勒（法語：Champignolles，法語發音：[ʃɑ̃piɲɔl]）是法国科多尔省的一个市镇，属于博讷区。

## 地理
尚皮尼奥勒（47°3'19"N, 4°33'59"E）面积6.34 平方千米，位于法国勃艮第-弗朗什-孔泰大區科多尔省，该省份为法国中东部省份，北起奥布省，西接涅夫勒省和约讷省，南至索恩-卢瓦尔省，东南接汝拉省，东临上索恩省，东北部与上马恩省接壤。
与尚皮尼奥勒接壤的市镇（或旧市镇、城区）包括：托米雷、莫利诺、圣皮埃尔昂沃、索塞、蒂里、瓦勒蒙、拉康什。

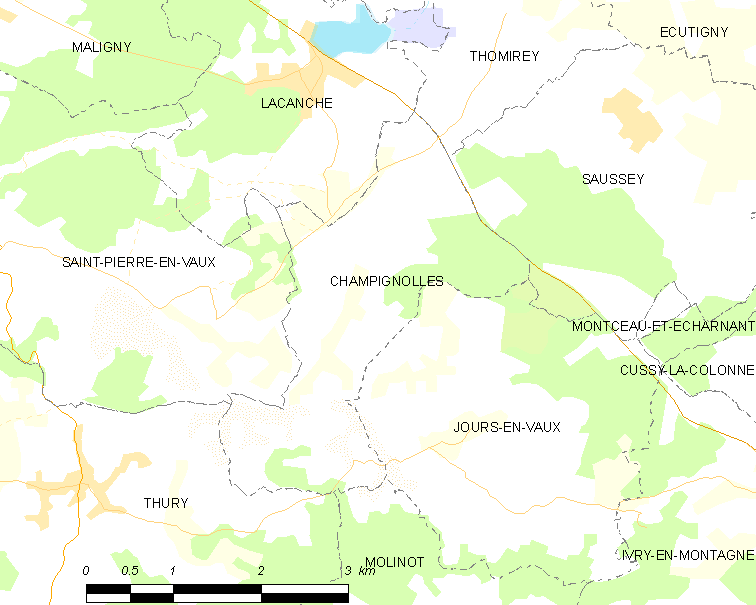
尚皮尼奥勒的OSM定位图

尚皮尼奥勒的时区为UTC+01:00、UTC+02:00（夏令时）。

## 行政
尚皮尼奥勒的邮政编码为21230，INSEE市镇编码为21140。

## 政治
尚皮尼奥勒所属的省级选区为阿尔奈勒迪克县。

## 人口

1962-2008年间尚皮尼奥勒人口变化图示

尚皮尼奥勒于2022年1月1日时的人口数量为79人。